# Rosalie Schlagheck
Rosalie Schlagheck (* 1995 in München)  ist eine deutsche Theater- und Filmschauspielerin, Synchronsprecherin und Model.

## Leben
Schlagheck absolvierte von 2014 bis 2017 die Ausbildung zur Schauspielerin an der Schauspielschule Zerboni in München und gehörte während dieser Zeit zum Ensemble des DAS Zerboni Theater. Zuvor sammelte sie im Pathos München erste Bühnenerfahrungen. 2018 besuchte sie die Yellow Dubmarine, wo sie eine Ausbildung zur Synchronsprecherin absolvierte. Ihre erste Sprecherrolle hatte sie im selben Jahr im Film Phantastische Tierwesen: Grindelwalds Verbrechen.
Für ihre Leistungen im Stück Haltung wurde das Ensemble des theater … und so fort 2016 mit dem MAX-Preis ausgezeichnet. 2017 erhielt Schlagheck den Lore-Bronner-Preis. Sie trat bisher auf verschiedenen Theatern in und bei München auf. Zu ihren Stücken zählte Molières George Dandin oder Hamlet von William Shakespeare. Ihre Art zu spielen wurde von der Süddeutschen Zeitung gelobt. Ersten Besetzungen in Kurzfilmen folgten Rollen in dem Format Aktenzeichen XY … ungelöst. 2020 hatte sie Episodenrollen in Die Rosenheim-Cops und Watzmann ermittelt.
Sie spricht fließend Englisch und hat gute Kenntnisse in Schwedisch und in der Gebärdensprache. Neben ihrer Tätigkeit als Schauspielerin arbeitet sie auch als Plus Size Fotomodel.

## Theater
- 2014: 5 Wochen unendlicher Spass (Pathos München)
- 2014: Die wundersame Schustersfrau (DAS Zerboni Theater)
- 2015: Glaube Liebe Hoffnung (DAS Zerboni Theater)
- 2015: Lieblingsmenschen (DAS Zerboni Theater)
- 2016: Die lächerliche Finsternis (DAS Zerboni Theater)
- 2016: Haltung (theater … und so fort)
- 2017: Moby Dick (Zentraltheater München)
- 2018: George Dandin (Stadttheater Weilheim)
- 2019–2020: Pension Schöller (Theater Wasserburg)
- seit 2020: Hamlet (Theater-für-die-Jugend)

## Filmografie

### Schauspieler (Auswahl)
- 2017, 2020: Aktenzeichen XY … ungelöst (Fernsehreihe, 2 Episoden)
- 2020: Die Rosenheim-Cops (Fernsehserie, Episode 19x18)
- 2020: Watzmann ermittelt (Fernsehserie, Episode 2x02)
- 2023: Laim: Laim und die schlafenden Hunde

### Synchronsprecher
- 2018: Phantastische Tierwesen: Grindelwalds Verbrechen (Fantastic Beasts: The Crimes of Grindelwald)

## Auszeichnungen
- 2016: MAX-Preis
- 2017: Lore-Bronner-Preis